# Fresenburch
Fresenburch is een rijksmonument gelegen aan de Oudegracht in de Nederlandse stad Utrecht. Fresenburch heeft als adres Oudegracht 113.
Fresenburch kent een rijke historie. Het is gebouwd als groot weerbaar bakstenen huis (stadskasteel), mogelijk al in het tweede kwart van de 13e eeuw in of nabij de handelswijk Stathe. De opdrachtgever was de invloedrijk geworden patriciërsfamilie De Vries (Frese). Vermoedelijk kenden zij een afkomst uit ministerialen. In de Utrechtse stadspolitiek ontstond een factie, de Fresingers, rond deze familie. De factie stond tussen circa 1280 en 1305 tegenover de Lichtenbergers.
De oorspronkelijke façade was bijzonder rijk uitgevoerd met trapgevel, diepe spitsboognissen, vensters met colonnetten en middenzuil, in verschillende kleuren geglazuurde moppen en arkeltorens.
Bij de belegering van de dwangburcht Vredenburg rond 1577 werden beschietingen vanaf Fresenburch uitgevoerd. In de strijd is de achtergevel van Fresenburch aan puin geschoten. De voorgevel werd in 1842 gedeeltelijk afgebroken samen met de kantelen van de weergangen op de zijmuren. In 1858 werd de façade volledig gesloopt en vervangen door de nu aanwezige gepleisterde, neoclassicistische lijstgevel. De oude kapconstructie maakte in 1926 plaats voor een plat dak.
Van de jaren twintig tot de jaren tachtig van de twintigste eeuw was de Landbouwbank in Fresenburch gevestigd, gevolgd door Chinees fastfoodrestaurant Charlie Chiu en muziekwinkel Free Record Shop. Momenteel is in het pand kledingwinkel Hollister gevestigd. Fresenburch bestaat uit drie verdiepingen en heeft onder andere een huiskelder en een traptoren. Diverse middeleeuwse c.q. oorspronkelijke bouwdelen zijn nog aanwezig.

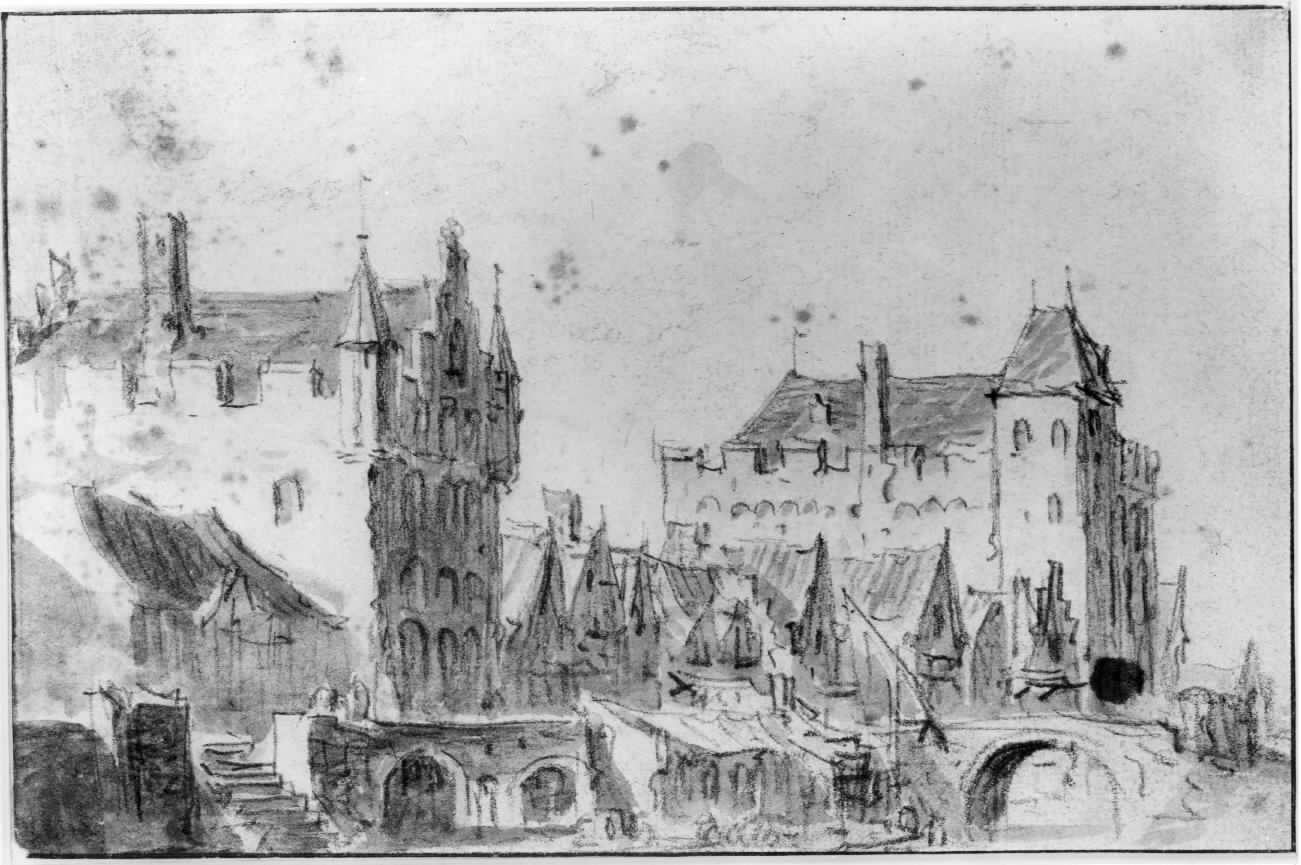
Gezicht op de huizen aan de westzijde van de Oudegracht met links stadskasteel Fresenburg en rechts stadskasteel Oudaen. Tekening toegeschreven aan Jan van Goyen, ca. 1650

## Trivia
- Het naastgelegen pand (Oudegracht 111) draagt de naam Klein Fresenburch.[5] Het is een zijhuis dat bij Fresenburch hoorde en als woonruimte werd gebruikt. Na 1569 werd het een zelfstandige woonruimte.
- Enkele met de Fresenburch verband houdende lantaarnconsoles zijn aan de werf voor het stadskasteel te vinden. In een daarvan is de façade uitgebeeld zoals die er in de middeleeuwen uitzag.
- De Engelse koning George II logeerde meermaals in Fresenburch.
- Utrecht heeft tal van stadskastelen, de meeste daarvan liggen aan de Oudegracht zoals het nabijgelegen Oudaen en Groot Blankenburgh.

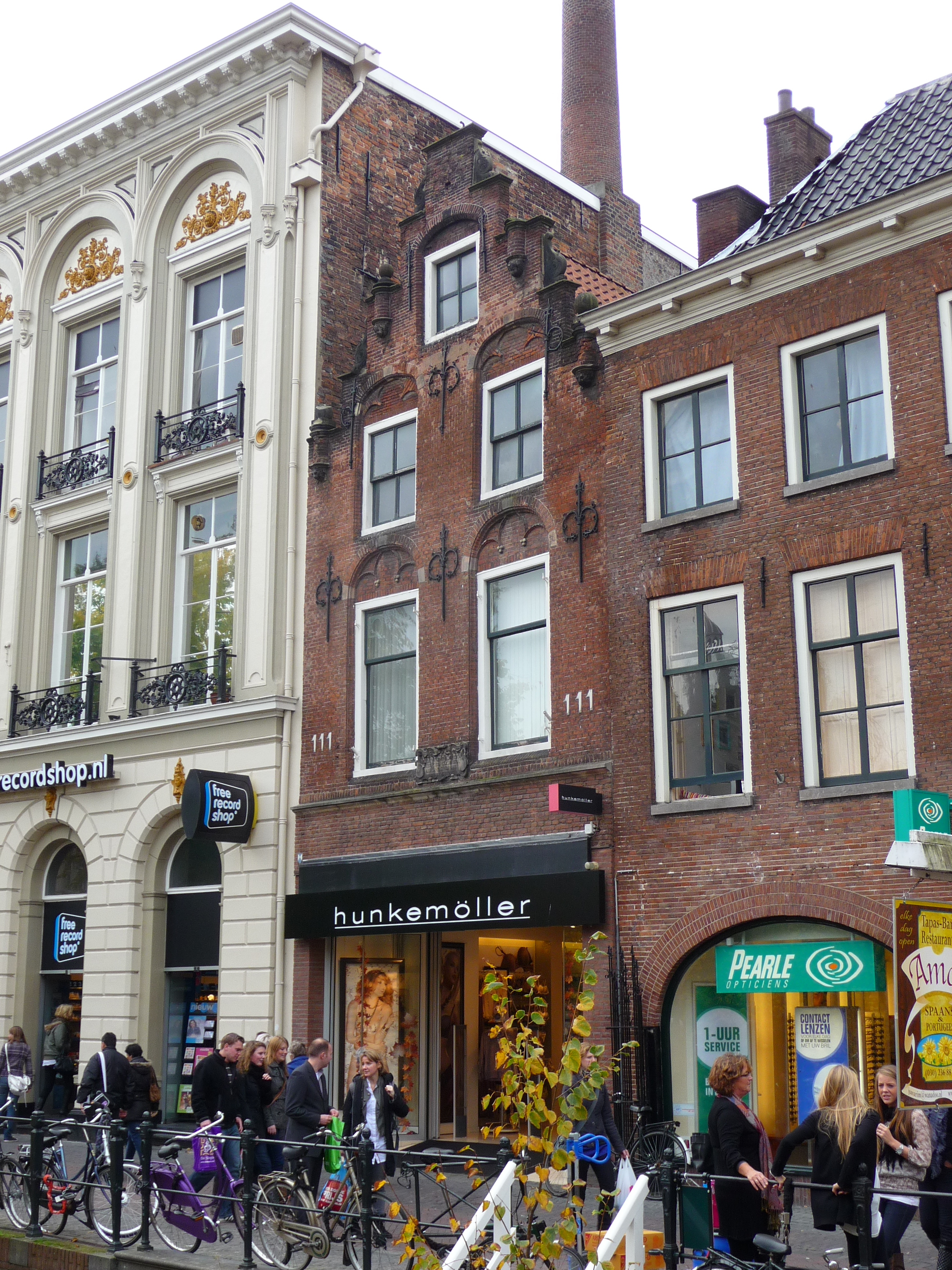
Klein Fresenburch Oudegracht 111 waar nu Hunkemöller is gevestigd te Utrecht
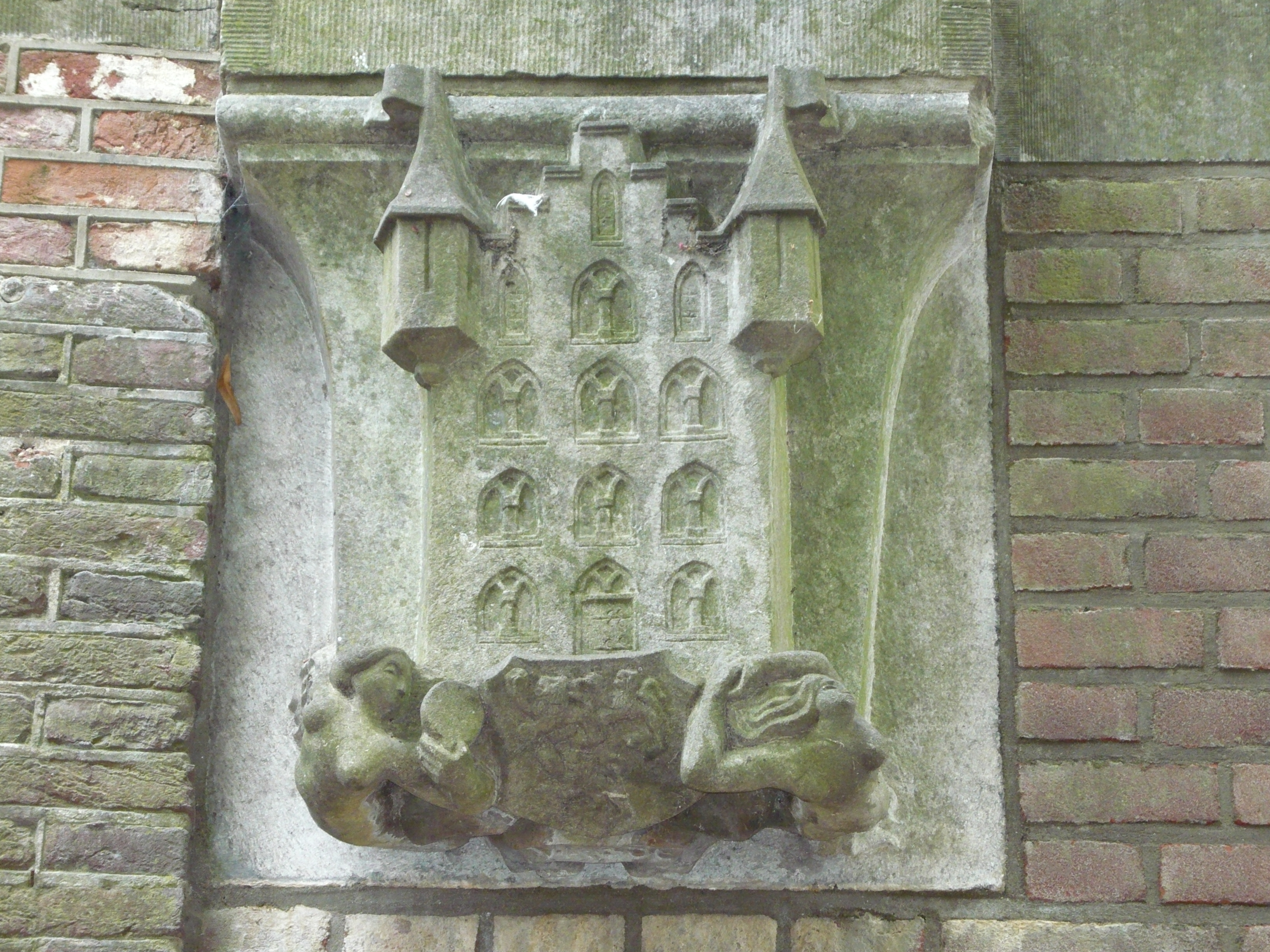
Fresenburch in gereconstrueerde oudere vorm uitgebeeld in een lantaarnconsole
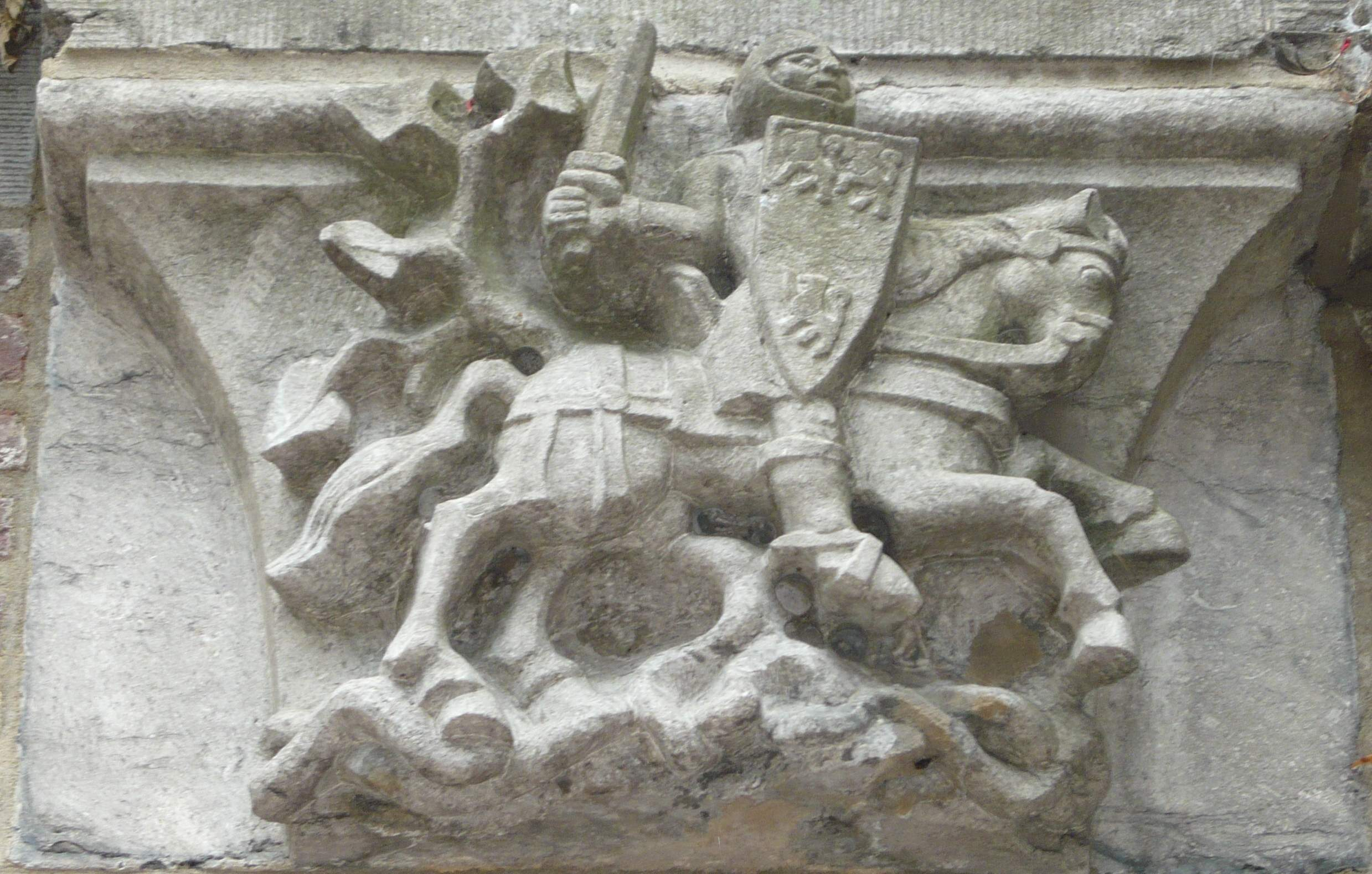
Lantaarnconsole getiteld "Ridder Frese"

Blankenburg · 
Blijdenstein · 
Clarenburg · 
Compostel · 
Den Ouden Puth · 
Drakenburg ·
Fresenburch · 
Groenewoude ·
Huis Pallaes ·
Keyserrijk ·
Kranestein · 
Lichtenberg ·
Leeuwenberg · 
Lombardenhuis of Het Keijserswapen ·
Oudaen · 
Payenborg · 
Proeysenburch ·  
Putruwiel · 
Rodenburg · 
Schaffenburg · 
Ten Hert of Het Hertenhuis · 
Ten Putten ·
Valckenstein of De Zon